# Hall County (Nebraska)
Hall County ist ein County im US-Bundesstaat Nebraska. Der Verwaltungssitz (County Seat) ist Grand Island, das nach der gleichnamigen Insel im Platte River benannt wurde.

## Geographie
Das County liegt südöstlich des geographischen Zentrums von Nebraska, ist im Süden etwa 80 km von Kansas entfernt und hat eine Fläche von 1430 Quadratkilometern, wovon 15 Quadratkilometer Wasserfläche sind. Es grenzt im Uhrzeigersinn an folgende Countys: Merrick County, Hamilton County, Adams County, Buffalo County und Howard County.

## Geschichte
Hall County wurde 1858 gebildet. Benannt wurde es nach Augustus Hall, einem frühen Richter dieses Territoriums.
22 Bauwerke und Stätten des Countys sind im National Register of Historic Places eingetragen (Stand 11. Februar 2018).

## Demografische Daten

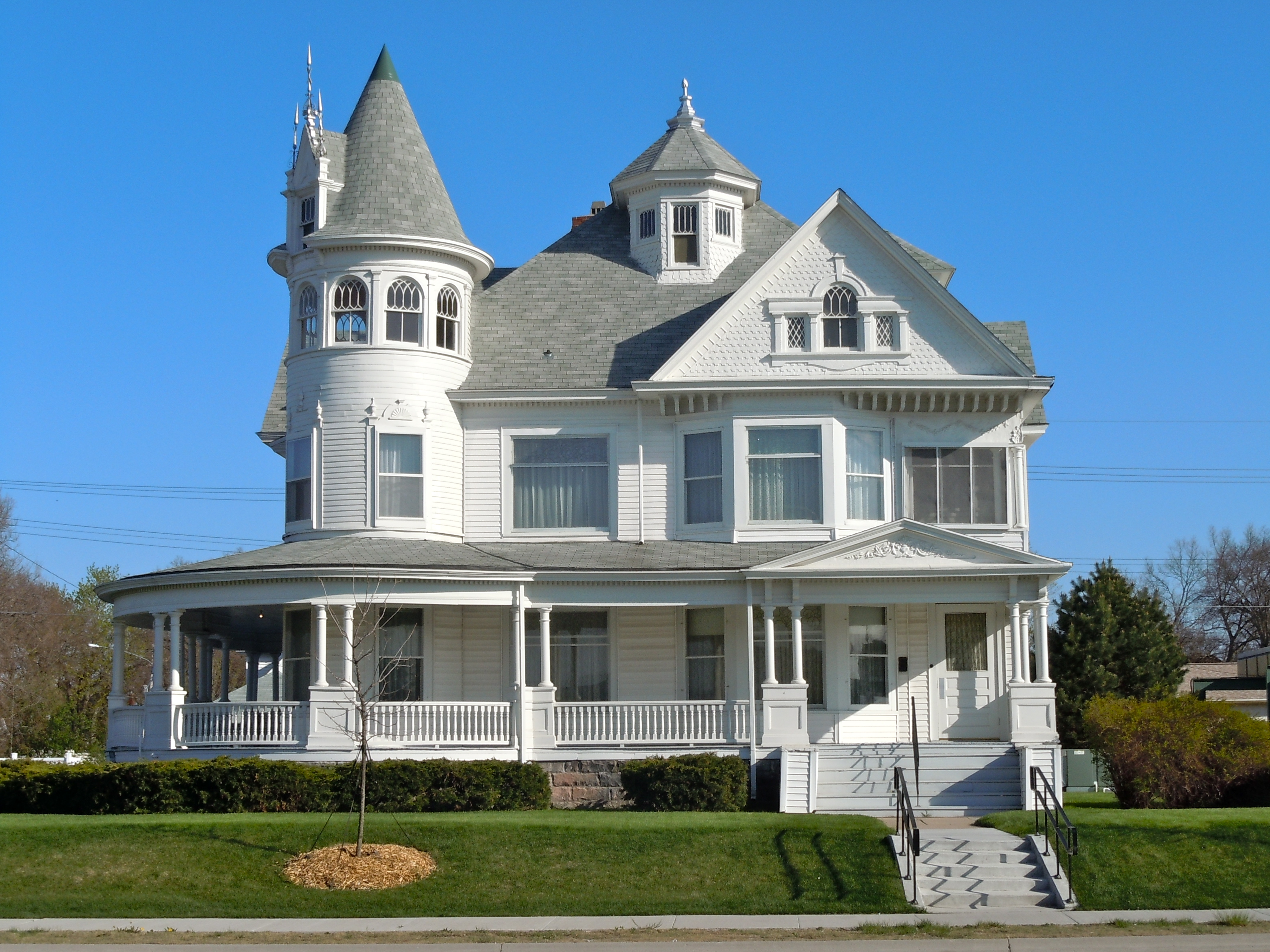
Andrew M. Hargis House, gelistet im NRHP

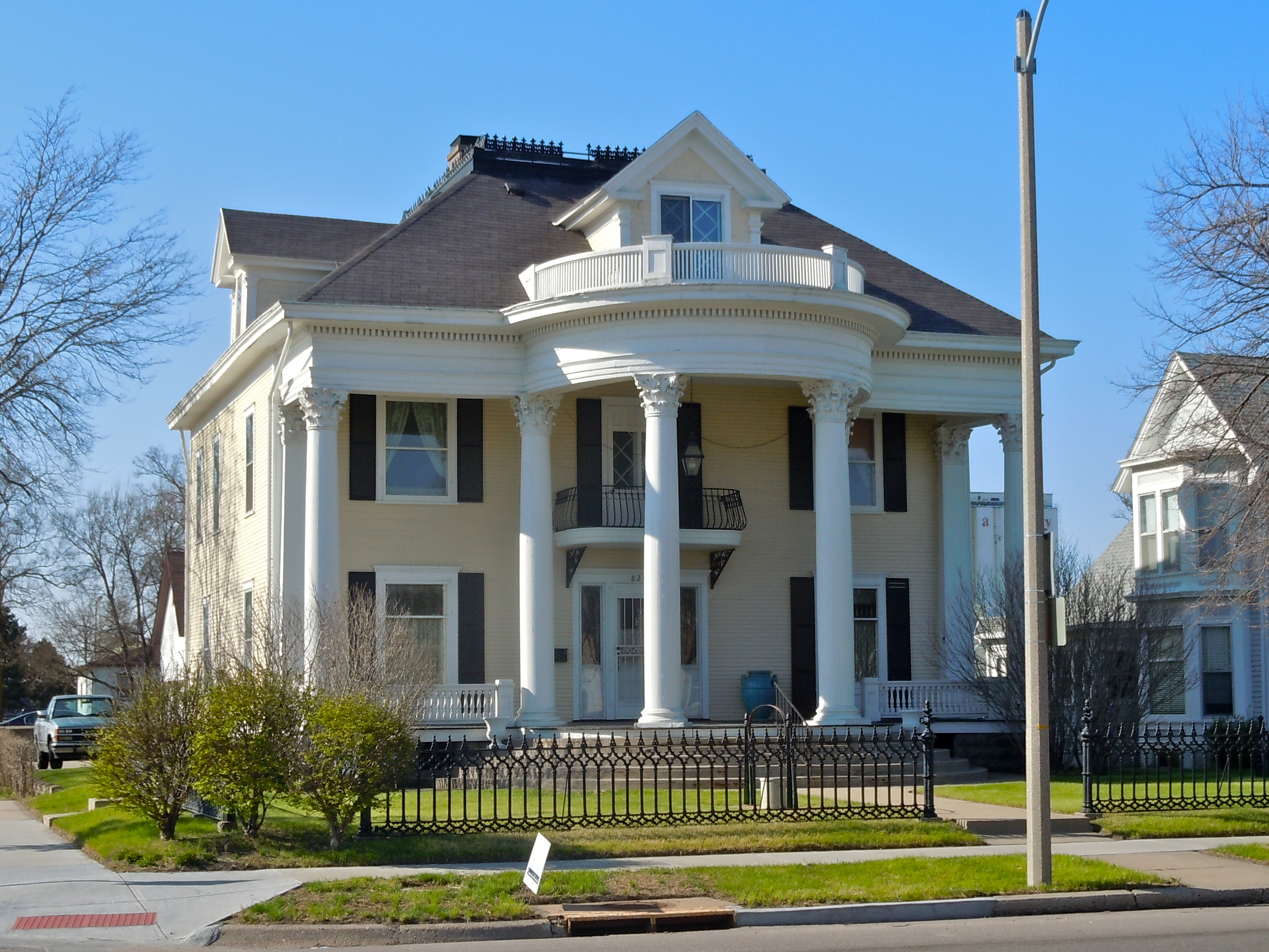
Hamilton-Donald House, gelistet im NRHP

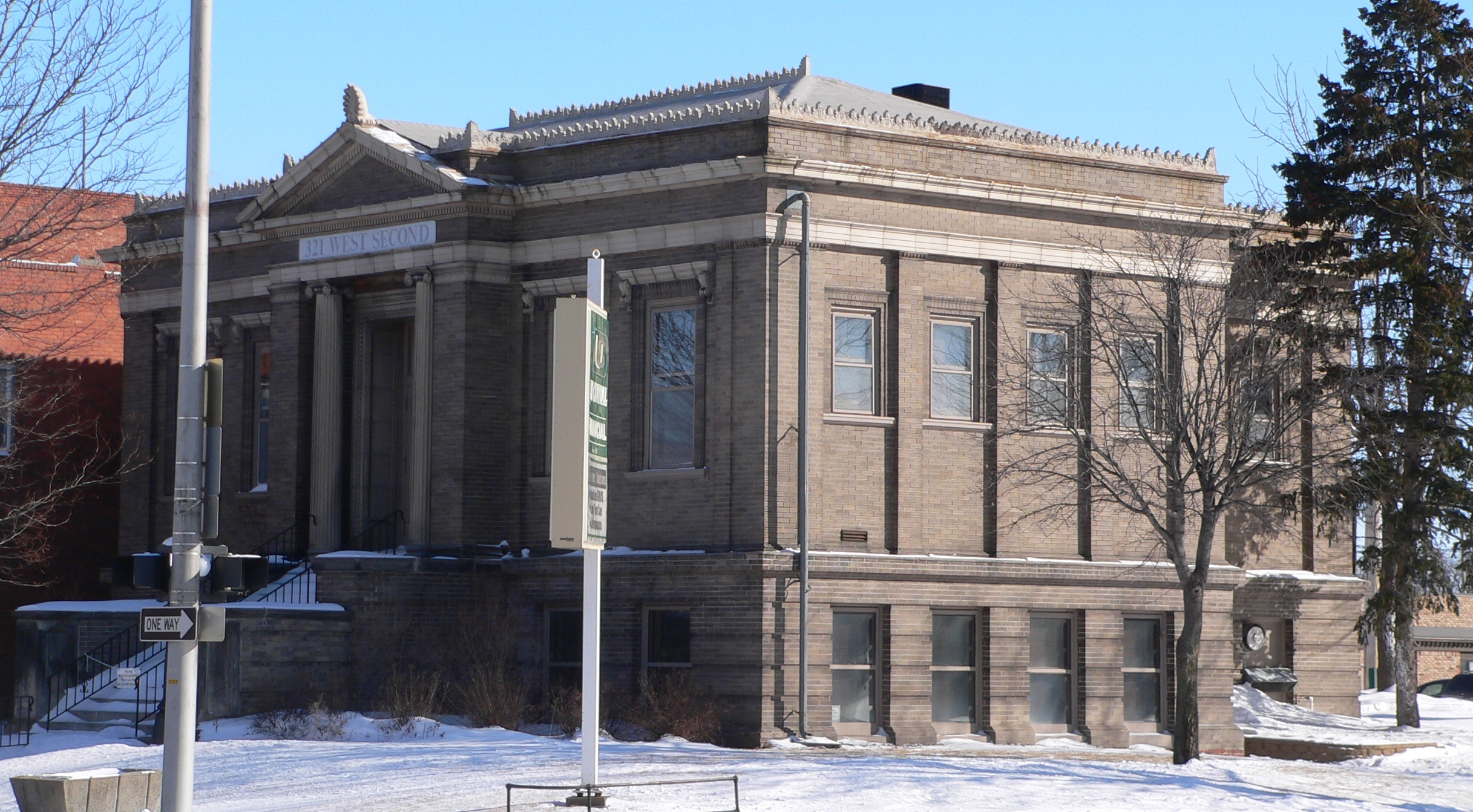
Grand Island Carnegie Library, gelistet im NRHP

Nach der Volkszählung im Jahr 2000 lebten im Hall County 53.534 Menschen in 20.356 Haushalten und 14.086 Familien. Die Bevölkerungsdichte betrug 38 Einwohner pro Quadratkilometer. Ethnisch betrachtet setzte sich die Bevölkerung zusammen aus 88,67 Prozent Weißen, 0,36 Prozent Afroamerikanern, 0,31 Prozent amerikanischen Ureinwohnern, 1,09 Prozent Asiaten, 0,14 Prozent Bewohnern aus dem pazifischen Inselraum und 8,19 Prozent aus anderen ethnischen Gruppen; 1,24 Prozent stammten von zwei oder mehr Ethnien ab. 14,00 Prozent der Bevölkerung waren spanischer oder lateinamerikanischer Abstammung.
Von den 20.356 Haushalten hatten 34,8 Prozent Kinder und Jugendliche unter 18 Jahre, die bei ihnen lebten. 55,9 Prozent waren verheiratete, zusammenlebende Paare, 9,7 Prozent waren allein erziehende Mütter, 30,8 Prozent waren keine Familien, 25,5 Prozent waren Singlehaushalte und in 10,5 Prozent lebten Menschen im Alter von 65 Jahren oder darüber. Die Durchschnittshaushaltsgröße betrug 2,57 und die durchschnittliche Familiengröße lag bei 3,08 Personen.
Auf das gesamte County bezogen setzte sich die Bevölkerung zusammen aus 27,2 Prozent Einwohnern unter 18 Jahren, 8,9 Prozent zwischen 18 und 24 Jahren, 28,3 Prozent zwischen 25 und 44 Jahren, 21,7 Prozent zwischen 45 und 64 Jahren und 14,0 Prozent waren 65 Jahre alt oder darüber. Das Durchschnittsalter betrug 36 Jahre. Auf 100 weibliche Personen kamen 98,4 männliche Personen. Auf 100 Frauen im Alter von 18 Jahren oder darüber kamen statistisch 96,2 Männer.

Das jährliche Durchschnittseinkommen eines Haushalts betrug 36.972 USD, das Durchschnittseinkommen der Familien betrug 43.963 USD. Männer hatten ein Durchschnittseinkommen von 29.158 USD, Frauen 20.576 USD. Das Prokopfeinkommen betrug 17.386 USD. 12,0 Prozent der Bevölkerung und 9,2 Prozent der Familien lebten unterhalb der Armutsgrenze. Davon waren 15,5 Prozent Kinder und Jugendliche unter 18 Jahre und 8,3 Prozent waren Menschen über 65 Jahre.

## Orte im County
- Abbott
- Alda
- Cairo
- Cameron
- Doniphan
- Grand Island
- Hansen
- Ovina
- Parkview
- Rosedale
- Shelton
- Wood River

Townships
- Alda Township
- Cameron Township
- Center Township
- Doniphan Township
- Harrison Township
- Jackson Township
- Lake Township
- Martin Township
- Mayfield Township
- Prairie Creek Township
- South Loup Township
- South Platte Township
- Washington Township
- Wood River Township